# FC Tours
Der Tours Football Club war ein französischer Fußballverein aus Tours, der Hauptstadt des französischen Départements Indre-et-Loire.

## Geschichte
Gegründet wurde er 1919 als Association Sportive Docks du Centre (ab 1921 nur noch AS du Centre); „Docks de France“ war die staatliche Werft, die auch in Tours einen Betrieb hatte. Als diese 1951 ihre Unterstützung für den Verein einstellte, benannte sich dieser in FC Tours um und nahm 1993 seinen letzten Namen an. Am 26. Februar 2025 wurde der Verein wegen finanzieller Schwierigkeiten aufgelöst.

## Stadion
Die Ligamannschaft spielt im Stade de la Vallée du Cher, das eine Kapazität von 12.690 Plätzen aufweist.

## Ligazugehörigkeit
Profistatus hat Tours von 1978 bis 1993 und wieder seit 2007 besessen. Erstklassig (Division 1, seit 2002 in Ligue 1 umbenannt) spielte der Klub 1980–1983 und 1984/85.

## Erfolge
- Französische Fußballmeisterschaft
  - Platz 11: 1981/82
- Französischer Fußballpokal
  - Halbfinale: 1981/82, 1982/83

## Ehemalige Spieler
- Alfred Aston (1951–1956), Spielertrainer,
- Delio Onnis (1980–1983)
- Peter Jehle (2008–2009)
- Olivier Giroud (2010–2012)

## Ehemalige Trainer
- Peter Zeidler (2011–2012)

## Frauenfußball
Die Abteilung ging aus dem EC Tours hervor, dessen erste Elf während der gesamten 1980er Jahre regelmäßig an den Landesmeisterschaften teilnahm und in der Saison 1984/85 sogar bis unter die besten vier französischen Teams gelangt war. Dies änderte sich mit der Einführung einer landesweiten ersten Liga. Als die Frauen des EC sich 2001 für den Aufstieg in die Division 1 Féminine qualifiziert hatten, schlossen sie sich dem Lokalrivalen FC Tours an. Nach nur einer Spielzeit stiegen sie in die Division 2 Féminine ab, in der sie bis in die 2010er Jahre vertreten waren; seither gehören sie sogar nur noch der drittklassigen Division d’Honneur an. Ihre Heimspiele tragen Tours' Frauen auf einem Nebenplatz des Stade de la Vallée du Cher aus.